# Speak Now (pjesma)
"Speak Now" je country pop pjesma američke pjevačice Taylor Swift. Objavljena je 5. listopada 2010. kao prvi od tri promotivna singla za njen treći studijski album Speak Now. Pjesmu je napisala sama Swift, a uz nju pjesmu je producirao Nathan Chapman. Singl je dospio do osme pozicije u SAD-u te do osme pozicije u Kanadi.

## Popis pjesama
Digitalno preuzimanje
1. "Speak Now" – 4:02

## Uspjeh na ljestvicama
Singl je ubrzo nakon izlaska dospio do prve pozicije američkog iTunes Music Storea. Singl je u prvome tjednu prodaje u SAD-u dospio do druge pozicije na američkoj ljestvici digitalnih preuzimanja, Digital Songs te na osmoj poziciji službene američke ljestvice Billboard Hot 100. Singl je istoga tjedna debitirao na osmoj poziciji službene kanadske ljestvice singlova Canadian Hot 100. U Australiji je pjesma debitirala na 20. poziciji, dok je u Novom Zelandu na 34. poziciji.

## Ljestvice
| Ljestvice (2010.)       | Najviša pozicija |
| ----------------------- | ---------------- |
| Australija              | 20               |
| Kanada                  | 8                |
| Novi Zeland             | 34               |
| SAD (Billboard Hot 100) | 8                |
| SAD (Digital Songs)     | 2                |
| SAD (Hot Country Songs) | 60               |

## Povijest objavljivanja
| Država | Datum              | Format                |
| ------ | ------------------ | --------------------- |
| Kanada | 5. listopada 2010. | digitalno preuzimanje |
| SAD    | 5. listopada 2010. | digitalno preuzimanje |